# Gasterophilus nasalis
Gasterophilus nasalis är en tvåvingeart som först beskrevs av Carl von Linné 1758.  Gasterophilus nasalis ingår i släktet Gasterophilus och familjen styngflugor. Arten är reproducerande i Sverige. Inga underarter finns listade i Catalogue of Life.

## Bildgalleri

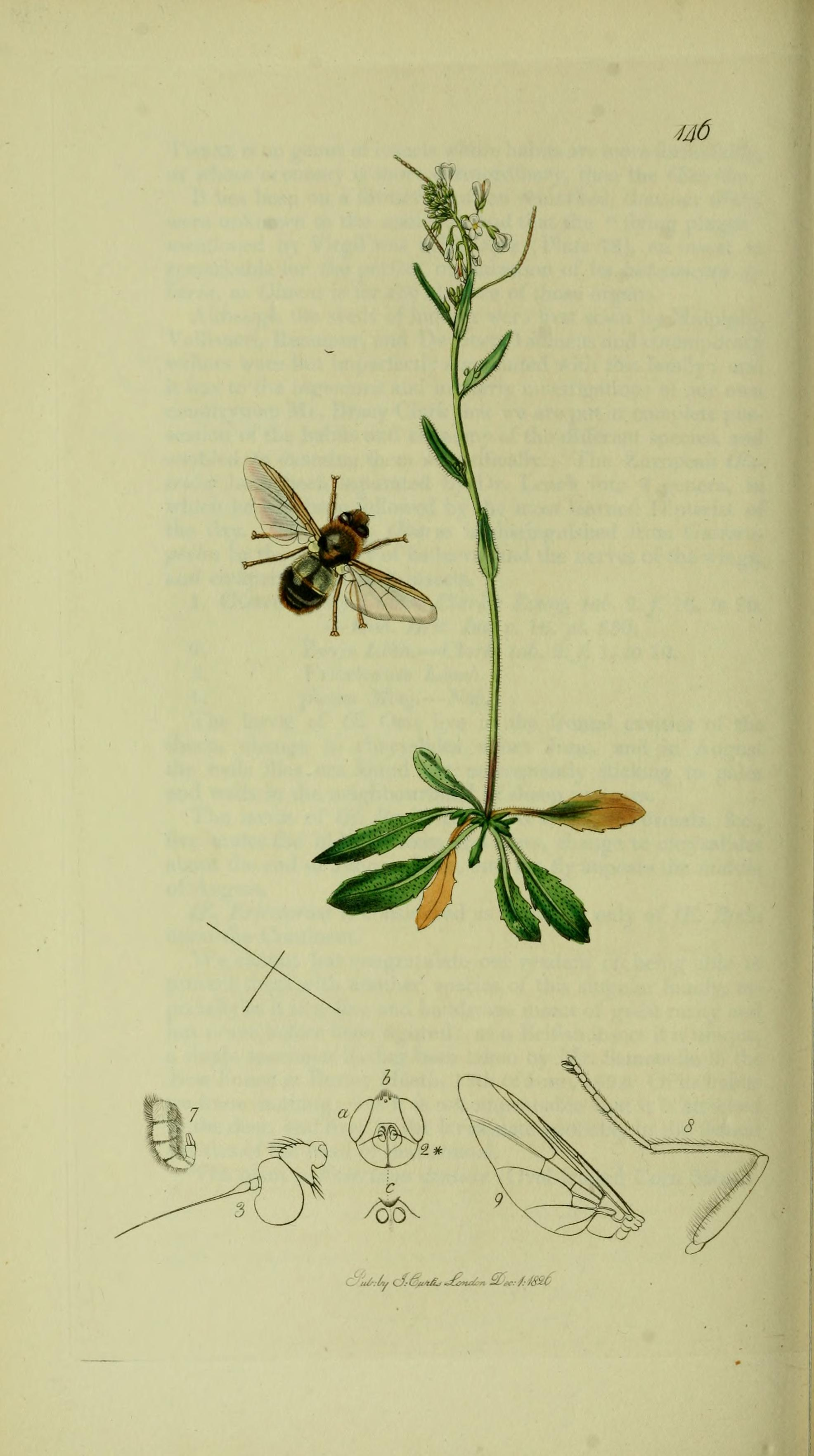